# Episodi di Wilfred (quarta stagione)

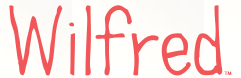
Il logo della serie televisiva

La quarta e ultima stagione della serie televisiva statunitense Wilfred è trasmessa dal 25 giugno 2014 su FXX.
In Italia è stata trasmessa in prima visione assoluta dal 17 dicembre 2014 al 14 gennaio 2015, sul canale Fox Comedy della piattaforma Sky, alle 23:15.
| nº | Titolo originale | Titolo italiano      | Prima TV USA   | Prima TV Italia  |
| -- | ---------------- | -------------------- | -------------- | ---------------- |
| 1  | Amends           | Premonizioni         | 25 giugno 2014 | 17 dicembre 2014 |
| 2  | Consequences     | Conseguenze          | 25 giugno 2014 | 17 dicembre 2014 |
| 3  | Loyalty          | Lealtà               | 2 luglio 2014  | 24 dicembre 2014 |
| 4  | Answers          | Risposte             | 9 luglio 2014  | 24 dicembre 2014 |
| 5  | Forward          | Avanti               | 16 luglio 2014 | 31 dicembre 2014 |
| 6  | Patterns         | Niente più giochetti | 23 luglio 2014 | 31 dicembre 2014 |
| 7  | Responsibility   | Il cane a tre zampe  | 30 luglio 2014 | 7 gennaio 2015   |
| 8  | Courage          | Coraggio             | 6 agosto 2014  | 7 gennaio 2015   |
| 9  | Resistance       | Resistenza           | 13 agosto 2014 | 14 gennaio 2015  |
| 10 | Happiness        | Felicità             | 13 agosto 2014 | 14 gennaio 2015  |